# Bislett Games 2007
Il Bislett Games 2007 è un meeting di atletica leggera svoltosi il 15 giugno 2007 a Oslo, in Norvegia, facente parte del circuito IAAF World Tour, di cui rappresenta il nono appuntamento stagionale. Il meeting, che rappresenta il debutto stagionale europeo, è anche il primo dei sei meeting del circuito maggiore, la IAAF Golden League, che prevede ricchi premi in denaro a chi riesca a vincere le sei gare in una specialità.

## Risultati

### Uomini
| Specialità             | 1º classificato       | Prestazione | 2º classificato         | Prestazione | 3º classificato         | Prestazione |
| 100m                   | Asafa Powell          | 9"94        | Francis Obikwelu        | 10"06       | Marlon Devonish         | 10"20       |
| 200m                   | Johan Wissman         | 20"32       | Brian Dzingai           | 20"32       | Jaysuma Saidy Ndure     | 20"53       |
| 800 m                  | Mohammad Al-Azemi     | 1'44"56     | Mohammed Al-Salhi       | 1'44"89     | Abraham Chepkirwok      | 1'44"95     |
| 1500 m                 | Brimin Kiprop Kipruto | 3'36"27     | Álvaro Fernández        | 3'36"40     | Álvaro Rodríguez Spagna | 3'37"04     |
| Miglio                 | Adil Kaouch           | 3'51"14     | Augustine Kiprono Choge | 3'51"62     | Andrew Baddeley         | 3'51"95     |
| 110hs                  | Anwar Moore           | 13"26       | David Payne             | 13"27       | Thomas Blaschek         | 13"46       |
| Salto triplo           | Phillips Idowu        | 17,35m      | Christian Olsson        | 17,33m      | Aarik Wilson            | 17,26m      |
| Lancio del disco       | Virgilijus Alekna     | 70,51m      | Gerd Kanter             | 66,33m      | Piotr Małachowski       | 66,00m      |
| Lancio del giavellotto | Tero Pitkämäki        | 88,78m      | Breaux Greer            | 88,73m      | Andreas Thorkildsen     | 87,79m      |

### Donne
| Specialità       | 1º classificato    | Prestazione | 2º classificato  | Prestazione | 3º classificato           | Prestazione |
| 100m             | Stephanie Durst    | 11"22       | Sheri-Ann Brooks | 11"23       | Cydonie Mothersill        | 11"25       |
| 400 m            | Sanya Richards     | 50"26       | Amy Mbacké Thiam | 51"22       | Shericka Williams         | 51"32       |
| 1500 m           | Maryam Yusuf Jamal | 4'01"44     | Yuliya Chizhenko | 4'01"58     | Iryna Lishchynska         | 4'01"82     |
| 5000 m           | Meseret Defar      | 14'16"63    | Vivian Cheruiyot | 14'22"51    | Priscah Jepleting Ngetich | 14'44"51    |
| 3000 siepi       | Eunice Jepkorir    | 9'19"44     | Donna MacFarlane | 9'26"63     | Korene Hinds              | 9'28"86     |
| 100hs            | Michelle Perry     | 12"70       | Susanna Kallur   | 12"76       | Delloreen Ennis-London    | 12"78       |
| Salto in alto    | Yelena Slesarenko  | 2,02m       | Blanka Vlašić    | 1,98m       | Vita Palamar              | 1,96m       |
| Salto con l'asta | Yelena Isinbayeva  | 4,85m       | Monika Pyrek     | 4,60m       | Tatyana Polnova           | 4,55m       |